# Diète de Königsberg
La Diète de Königsberg est l'assemblée qui publia le 10 décembre 1525 le « Règlement ecclésiastique » (Kirchenordnung) applicable au sein du Duché de Prusse. Cette décision fit suite au mandement de Réformation du 6 juillet 1525 par lequel le Duc en Prusse Albert de Brandebourg-Ansbach convertit formellement l'État prussien au protestantisme luthérien,,,,,,,.